# Gayndah
Gayndah ist eine kleine Stadt mit etwa 1.700 Einwohnern am Burnett River im australischen Bundesstaat Queensland. Sie befindet sich 328 Kilometer nordwestlich von Brisbane und 163 Kilometer südwestlich von Bundaberg am Burnett Highway. Die Stadt ist der Sitz des Verwaltungsgebiet (LGA) North Burnett Region.

## Geschichte
Die Gegend um Gayndah wurde im Jahr 1843 erstmals von den Europäern erkundet. Die ersten Siedler ließen sich hier im Jahr 1848 nieder, ein Jahr später wurde die Stadt gegründet und das erste Postamt eröffnete 1850. Von Beginn an waren die Landwirtschaft und Viehzucht die vorherrschenden Wirtschaftszweigen in diesem Gebiet. Heute ist Gayndah das Zentrum der Zitrusfrucht-Produktion in Queensland. Alle zwei Jahre findet daher das Gayndah Orange Festival statt.
Der Name der Stadt leitet sich von einem Begriff der Aborigines ab, entweder von Gu-in-dah (oder Gi-un-dah) für Donner, oder von Ngainta für eine Stelle mit Gestrüpp.

## Söhne und Töchter der Stadt
- Jessica Anderson (1916–2010), eine Schriftstellerin

## Partnerstädte
- Zonhoven, Belgien